# Parallelbund
Der Parallelbund ist ein Knoten zur Verbindung zweier Stäbe in Längsrichtung.

## Anwendung
Der Knoten dient zur Verbindung von nebeneinanderliegenden Stangen, die anschließend auch zu einem Zweibein, Dreibein o. ä. aufgefächert werden können.
Ebenso kommt er als Längsbund zum Einsatz, um zwei Stangen in Längsrichtung zu verbinden. Um zu verhindern, dass die Verbindungsstelle bei Druck- oder Biegebelastung knickt, müssen zwei oder mehr Bünde hintereinander geknüpft werden.

## Knüpfen

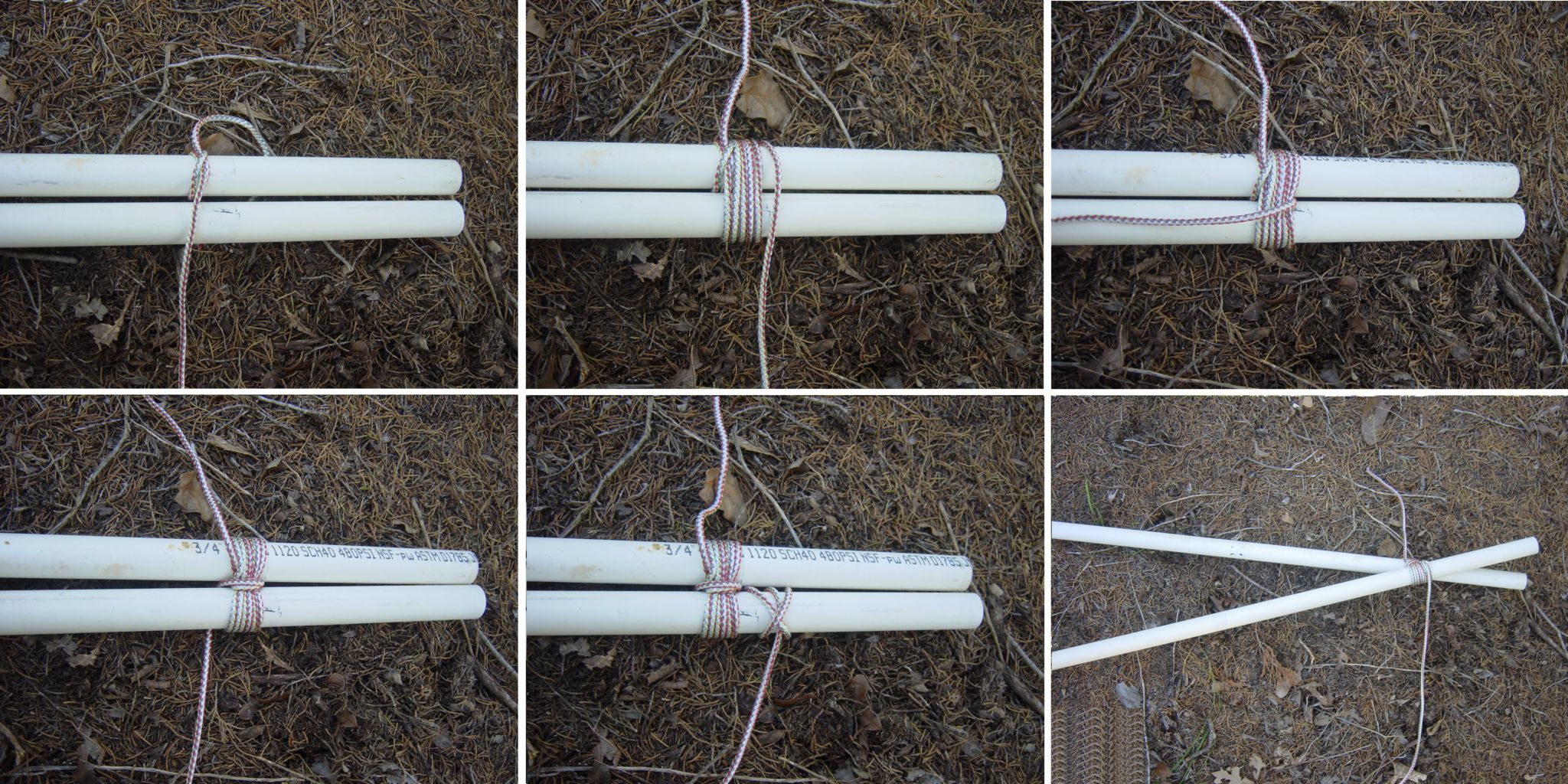
Anleitung

Zuerst befestigt ein Zimmermannsschlag oder Webeleinenstek die Leine an einem der Stäbe. Dann werden einige Windungen um beide Stäbe gewickelt und anschließend einige weitere Windungen um die zwischen den Stäben verlaufenden Abschnitte der Leine. Schließlich fixiert man die Leine wieder mittels Webeleinenstek an einer der Stäbe.
Sollen die Stangen als Zwei- oder Dreibein dienen, sollten die Windungen nicht sehr fest gezurrt werden, da sich die Leine beim Spreizen der Stangen spannt.

## Alternativen
Um zwei Stäbe winklig abstehend zu verbinden, eignen sich Kreuzbund oder Diagonalbund.
Speziell zur Erstellung eines Dreibeins dient der Dreibeinbund.